# (32299) Srinivas
2000 QD17 (asteroide 32299) é um asteroide da cintura principal. Possui uma excentricidade de 0.10319340 e uma inclinação de 7.36425º.
Este asteroide foi descoberto no dia 24 de agosto de 2000 por LINEAR em Socorro.